# Sinarella
Sinarella (лат.) — род чешуекрылых из подсемейства совок-пядениц.

## Описание
Крылья бледно-розовато-серого цвета. На передних крыльях внешняя и внутренняя перевязи утолщены на костальном крае в виде двух чёрных штрихов. В вершине передних крыльев есть слабое закругление. Гусеницы, биология которых изучена, питаются мхами.

## Систематика
Ближайшим родом является к Polypogon. В состав рода включают 13 видов:
- Sinarella aegrota (Butler, 1879)
syn. Sinarella stigmatophora Bryk 1948
- Sinarella albeola (Rothschild, 1915)
- Sinarella c-album Owada, 1992
- Sinarella cristulalis (Staudinger, 1892)
- Sinarella discisigna (Moore, 1883)
- Sinarella griseola Holloway, 2008
- Sinarella japonica (Butler, 1881)
- Sinarella lunifera (Moore, [1885])
- Sinarella nigrisigna (Leech, 1900)
- Sinarella punctalis (Herz, 1904)
- Sinarella rotundipennis Owada, 1982
- Sinarella itoi Owada, 1987

## Распространение
Представители рода встречаются на юге Дальнего Востока России, в Японии, Корее, Китае, Шри-Ланке, Северной Индии, Непале, Таиланде, Индонезии, Новой Гвинее.